# Checoslovaquia en los Juegos Olímpicos de Londres 1948
Checoslovaquia estuvo representada en los Juegos Olímpicos de Londres 1948 por un total de 87 deportistas que compitieron en 11 deportes.  
El portador de la bandera en la ceremonia de apertura fue el jugador de baloncesto Ladislav Trpkoš.

## Medallistas
El equipo olímpico checoslovaco obtuvo las siguientes medallas:
| Nombre | Deporte            | Competición                  |
| --- | ------------------ | ---------------------------- |
| Oro |                    |                              |
| Emil Zátopek | Atletismo          | 10000 m M                    |
| Július Torma | Boxeo              | Wélter (67 kg) M             |
| Zdeňka Honsová Marie Kovářová Miloslava Misáková Milena Müllerová Věra Růžičkova Olga Šilhánová Božena Srncová Zdeňka Veřmiřovská | Gimnasia artística | Concurso completo por eqs. F |
| Josef Holeček | Piragüismo         | C1 1000 m M                  |
| František Čapek | Piragüismo         | C1 10000 m M                 |
| Jan Brzák-Felix Bohumil Kudrna | Piragüismo         | C2 1000 m M                  |
| Plata |                    |                              |
| Emil Zátopek | Atletismo          | 5000 m M                     |
| Václav Havel Jiří Pecka | Piragüismo         | C2 10000 m M                 |
| Bronce |                    |                              |
| Zdeněk Růžička | Gimnasia artística | Suelo M                      |
| Zdeněk Růžička | Gimnasia artística | Anillas M                    |
| Leo Sotorník | Gimnasia artística | Salto de potro M             |